# 名古屋市文化小劇場
名古屋市文化小劇場（なごやし ぶんかしょうげきじょう）は愛知県名古屋市の文化施設。

## 概要
1991年（平成3年）に「市民の身近な文化活動の場を提供することにより、市民文化の振興に寄与する」事を目的として条例が制定、設置された。
2016年（平成28年） までに、中区以外の15区15ヶ所に置かれており、コンサート、コーラス、舞踊、演劇などの発表会・練習などに利用できるホールと練習室を備える。一部は名古屋市図書館の各分館と共に整備された。
スタンダードな形の劇場だけでなく、花道や枡席を備えるものや円形劇場形式のものなどがある。

## 利用案内
- 開館時間 - 午前9時〜午後9時30分
- 休館日
  - 毎週月曜日（月曜日が祝休日の時はその直後の休日でない日）
  - 年末年始（12月29日〜1月3日）

## 文化小劇場一覧
| 名称                   | 所在地                                                                       | 概要・座席数 | アクセス | 外部リンク     |
| ---------------------- | ---------------------------------------------------------------------------- | --- | --- | -------------- |
|                        | 名古屋市中村区中村町茶ノ木25 中村公園文化プラザ3階                           | 1991年（平成3年）、中村図書館が中村公園内に新築移転するのに合わせて開館。名古屋市博物館の分館である秀吉清正記念館を併設。350席。 | - 地下鉄東山線 - 中村公園駅 徒歩10分 - 市バス「豊国神社」すぐ                                                                                         | 中村文化小劇場 |
| 名古屋市中村文化小劇場 | 名古屋市中村区中村町茶ノ木25 中村公園文化プラザ3階                           | 1991年（平成3年）、中村図書館が中村公園内に新築移転するのに合わせて開館。名古屋市博物館の分館である秀吉清正記念館を併設。350席。 | - 地下鉄東山線 - 中村公園駅 徒歩10分 - 市バス「豊国神社」すぐ                                                                                         | 中村文化小劇場 |
|                        | 名古屋市南区千竈通2丁目10番地の2 名古屋市南図書館3階                         | 1992年（平成4年）、南図書館の新築移転に合わせて開館。394席。                                                                     | - 市バス「千竈通2丁目」すぐ | 南文化小劇場   |
| 名古屋市南文化小劇場   | 名古屋市南区千竈通2丁目10番地の2 名古屋市南図書館3階                         | 1992年（平成4年）、南図書館の新築移転に合わせて開館。394席。                                                                     | - 市バス「千竈通2丁目」すぐ | 南文化小劇場   |
|                        | 名古屋市西区花の木二丁目18番23号 名古屋市西図書館3F                          | 1994年（平成6年）6月1日、西図書館の改築に合わせて開館。346席。                                                                   | - 地下鉄鶴舞線 - 浄心駅 徒歩3分 - 市バス「西区役所」すぐ - 市バス「浄心町」徒歩4分                                                                    | 西文化小劇場   |
| 名古屋市西文化小劇場   | 名古屋市西区花の木二丁目18番23号 名古屋市西図書館3F                          | 1994年（平成6年）6月1日、西図書館の改築に合わせて開館。346席。                                                                   | - 地下鉄鶴舞線 - 浄心駅 徒歩3分 - 市バス「西区役所」すぐ - 市バス「浄心町」徒歩4分                                                                    | 西文化小劇場   |
|                        | 名古屋市港区港楽2丁目10番24号                                                | 1996年（平成8年）開館。350席。                                                                                                   | - 地下鉄名港線 - 港区役所駅 徒歩3分 - 市バス「港郵便局」すぐ                                                                                          | 港文化小劇場   |
| 名古屋市港文化小劇場   | 名古屋市港区港楽2丁目10番24号                                                | 1996年（平成8年）開館。350席。                                                                                                   | - 地下鉄名港線 - 港区役所駅 徒歩3分 - 市バス「港郵便局」すぐ                                                                                          | 港文化小劇場   |
|                        | 名古屋市天白区原1丁目301番地 原駅ターミナルビル4F                            | 1997年（平成9年）開館。350席。                                                                                                   | - 地下鉄鶴舞線 - 原駅 2番出口すぐ - 市バス「地下鉄原」すぐ                                                                                            | 天白文化小劇場 |
| 名古屋市天白文化小劇場 | 名古屋市天白区原1丁目301番地 原駅ターミナルビル4F                            | 1997年（平成9年）開館。350席。                                                                                                   | - 地下鉄鶴舞線 - 原駅 2番出口すぐ - 市バス「地下鉄原」すぐ                                                                                            | 天白文化小劇場 |
|                        | 名古屋市名東区上社1丁目802番地 上社駅ターミナルビル3F                        | 1998年（平成10年）開館。356席。                                                                                                  | - 地下鉄東山線 - 上社駅 1番出口すぐ - 市バス「上社」すぐ                                                                                              | 名東文化小劇場 |
| 名古屋市名東文化小劇場 | 名古屋市名東区上社1丁目802番地 上社駅ターミナルビル3F                        | 1998年（平成10年）開館。356席。                                                                                                  | - 地下鉄東山線 - 上社駅 1番出口すぐ - 市バス「上社」すぐ                                                                                              | 名東文化小劇場 |
|                        | 名古屋市守山区小幡南1丁目24番10号 アクロス小幡3F                             | 1998年（平成10年）開館。446席。                                                                                                  | - ST 名鉄瀬戸線 - 小幡駅 北口すぐ - 市バス「小幡」すぐ                                                                                                | 守山文化小劇場 |
| 名古屋市守山文化小劇場 | 名古屋市守山区小幡南1丁目24番10号 アクロス小幡3F                             | 1998年（平成10年）開館。446席。                                                                                                  | - ST 名鉄瀬戸線 - 小幡駅 北口すぐ - 市バス「小幡」すぐ                                                                                                | 守山文化小劇場 |
|                        | 名古屋市北区志賀町4丁目60番地の31 名古屋市北図書館2F                         | 2000年（平成12年）、北図書館の新築移転に伴い開館。297席。                                                                        | - 地下鉄名城線 - 黒川駅 徒歩12分 - 市バス「北図書館」徒歩3分                                                                                          | 北文化小劇場   |
| 名古屋市北文化小劇場   | 名古屋市北区志賀町4丁目60番地の31 名古屋市北図書館2F                         | 2000年（平成12年）、北図書館の新築移転に伴い開館。297席。                                                                        | - 地下鉄名城線 - 黒川駅 徒歩12分 - 市バス「北図書館」徒歩3分                                                                                          | 北文化小劇場   |
|                        | 名古屋市緑区乗鞍2丁目223番地の1                                              | 2001年（平成13年）開館。446席。                                                                                                  | - 地下鉄桜通線 - 徳重駅 2番出口すぐ - 市バス「緑文化小劇場」すぐ - 市バス「地下鉄徳重」徒歩2分                                                        | 緑文化小劇場   |
| 名古屋市緑文化小劇場   | 名古屋市緑区乗鞍2丁目223番地の1                                              | 2001年（平成13年）開館。446席。                                                                                                  | - 地下鉄桜通線 - 徳重駅 2番出口すぐ - 市バス「緑文化小劇場」すぐ - 市バス「地下鉄徳重」徒歩2分                                                        | 緑文化小劇場   |
|                        | 名古屋市東区大幸南一丁目1番10号 カルポート東4F                               | 2001年（平成13年）開館。349席。                                                                                                  | - 地下鉄名城線 - ナゴヤドーム前矢田駅 徒歩5分 - ■ゆとりーとライン - ナゴヤドーム前矢田駅 徒歩3分 - 市バス「大幸」徒歩5分                              | 東文化小劇場   |
| 名古屋市東文化小劇場   | 名古屋市東区大幸南一丁目1番10号 カルポート東4F                               | 2001年（平成13年）開館。349席。                                                                                                  | - 地下鉄名城線 - ナゴヤドーム前矢田駅 徒歩5分 - ■ゆとりーとライン - ナゴヤドーム前矢田駅 徒歩3分 - 市バス「大幸」徒歩5分                              | 東文化小劇場   |
|                        | 名古屋市熱田区神宮三丁目1番15号 熱田区役所等複合施設（あったかプラザ）北館2F | 2001年、熱田区役所の移転新築に合わせて開館。熱田図書館を併設。354席。                                                            | - CA JR東海道本線 - 熱田駅 徒歩1分 - 地下鉄名城線 - 熱田神宮西駅 徒歩5分 - NH 名鉄名古屋本線 - 神宮前駅 徒歩8分 - 市バス「熱田区役所」すぐ            | 熱田文化小劇場 |
| 名古屋市熱田文化小劇場 | 名古屋市熱田区神宮三丁目1番15号 熱田区役所等複合施設（あったかプラザ）北館2F | 2001年、熱田区役所の移転新築に合わせて開館。熱田図書館を併設。354席。                                                            | - CA JR東海道本線 - 熱田駅 徒歩1分 - 地下鉄名城線 - 熱田神宮西駅 徒歩5分 - NH 名鉄名古屋本線 - 神宮前駅 徒歩8分 - 市バス「熱田区役所」すぐ            | 熱田文化小劇場 |
|                        | 名古屋市千種区千種三丁目6番10号                                              | 2002年開館。251席。 | - 地下鉄桜通線 - 吹上駅 徒歩3分 - 市バス「大久手」すぐ                                                                                                | 千種文化小劇場 |
| 名古屋市千種文化小劇場 | 名古屋市千種区千種三丁目6番10号                                              | 2002年開館。251席。 | - 地下鉄桜通線 - 吹上駅 徒歩3分 - 市バス「大久手」すぐ                                                                                                | 千種文化小劇場 |
|                        | 名古屋市中川区吉良町178番地の3 名古屋市中川図書館3F                          | 2002年、中川図書館の新築移転に合わせて開館。446席。                                                                              | - ■あおなみ線 - 荒子駅 徒歩1分 - 地下鉄東山線 - 高畑駅 徒歩10分 - 市バス「荒子駅」徒歩1分 - 市バス「荒子観音」徒歩3分                                 | 中川文化小劇場 |
| 名古屋市中川文化小劇場 | 名古屋市中川区吉良町178番地の3 名古屋市中川図書館3F                          | 2002年、中川図書館の新築移転に合わせて開館。446席。                                                                              | - ■あおなみ線 - 荒子駅 徒歩1分 - 地下鉄東山線 - 高畑駅 徒歩10分 - 市バス「荒子駅」徒歩1分 - 市バス「荒子観音」徒歩3分                                 | 中川文化小劇場 |
|                        | 名古屋市瑞穂区豊岡通3丁目29番地 名古屋市瑞穂図書館3F                         | 2015年、瑞穂図書館の新築移転に伴い開館。349席                                                                                    | - 地下鉄桜通線 - 瑞穂運動場西駅 徒歩8分 - 地下鉄名城線 - 瑞穂運動場東駅 徒歩8分 - 地下鉄名城線・ 桜通線 - 新瑞橋駅 徒歩8分 - 市バス「瑞穂図書館」すぐ | 瑞穂文化小劇場 |
| 名古屋市瑞穂文化小劇場 | 名古屋市瑞穂区豊岡通3丁目29番地 名古屋市瑞穂図書館3F                         | 2015年、瑞穂図書館の新築移転に伴い開館。349席                                                                                    | - 地下鉄桜通線 - 瑞穂運動場西駅 徒歩8分 - 地下鉄名城線 - 瑞穂運動場東駅 徒歩8分 - 地下鉄名城線・ 桜通線 - 新瑞橋駅 徒歩8分 - 市バス「瑞穂図書館」すぐ | 瑞穂文化小劇場 |
|                        | 名古屋市昭和区花見通1丁目41番地の2                                           | 2016年（平成28年）開館。300席＋車椅子席10席。川名公園内。                                                                        | - 地下鉄鶴舞線 - 川名駅 徒歩2分 - 市バス「昭和文化小劇場」すぐ                                                                                        | 昭和文化小劇場 |
| 名古屋市昭和文化小劇場 | 名古屋市昭和区花見通1丁目41番地の2                                           | 2016年（平成28年）開館。300席＋車椅子席10席。川名公園内。                                                                        | - 地下鉄鶴舞線 - 川名駅 徒歩2分 - 市バス「昭和文化小劇場」すぐ                                                                                        | 昭和文化小劇場 |